# Miniclip
Miniclip là một webgame được Robert Small và Tihan Presbie thành lập với ngân sách 40.000 bảng và ra mắt ngày 30 tháng 3 năm 2001. Tính đến năm 2008, công ty được định giá hơn 275 triệu bảng với doanh thu vượt hơn 20 triệu bảng từ năm 2006–2008.
Năm 2015, Tencent mua lại phần lớn cổ phần của Miniclip. Vào tháng 12 năm 2016, các trò chơi di động của Miniclip cán mốc 1 tỷ lượt tải xuống trên các thiết bị iOS, Android và Windows với hơn 350 triệu lượt tải xuống trong 12 tháng qua. Vào tháng 3 năm 2022, Miniclip tuyên bố rằng lượt tải xuống của các trò chơi di động của công ty đã đạt 4 tỷ lượt với trò chơi 8 Ball Pool chiếm hơn 1 tỷ.